# Ibalia rufipes
Ibalia rufipes är en stekelart som beskrevs av Cresson 1879. Ibalia rufipes ingår i släktet Ibalia och familjen skärknivsteklar. Enligt den finländska rödlistan är arten nära hotad i Finland. Arten är reproducerande i Sverige. Artens livsmiljö är moskogar.

## Underarter
Arten delas in i följande underarter:
- I. r. rufipes
- I. r. drewseni

## Bildgalleri

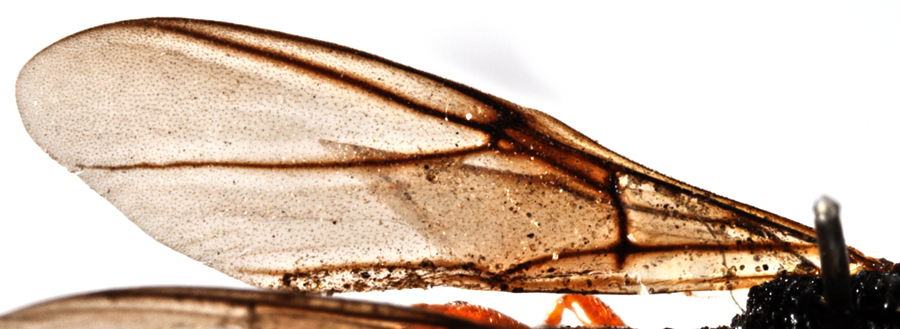
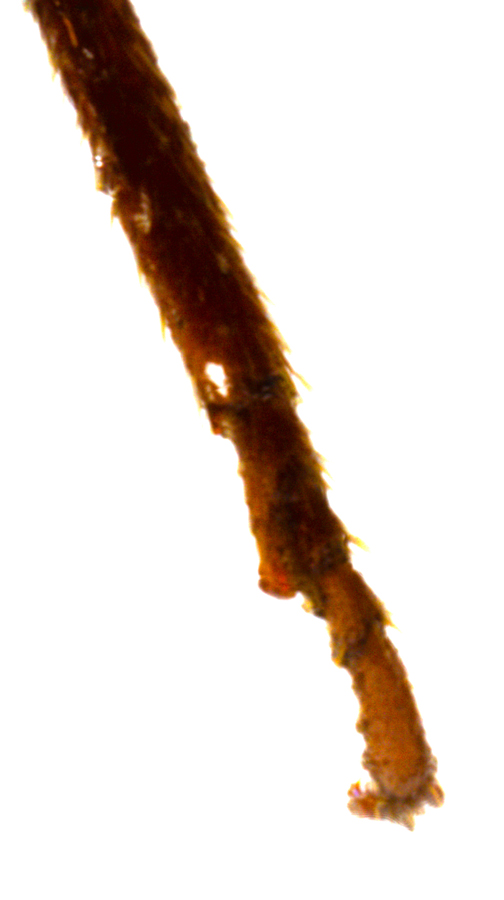
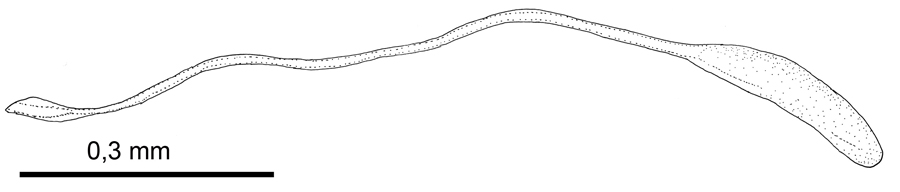
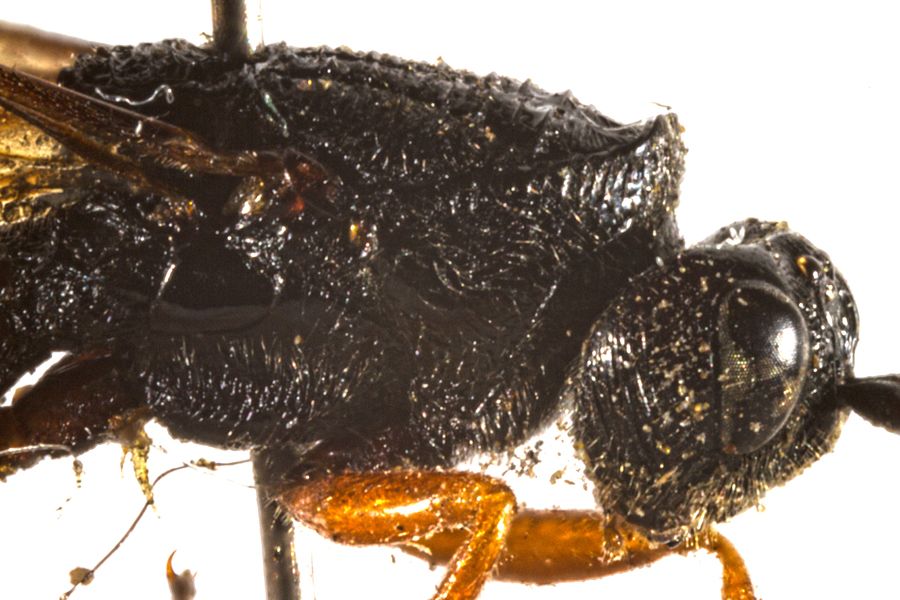